# المخدرات أثناء الحمل

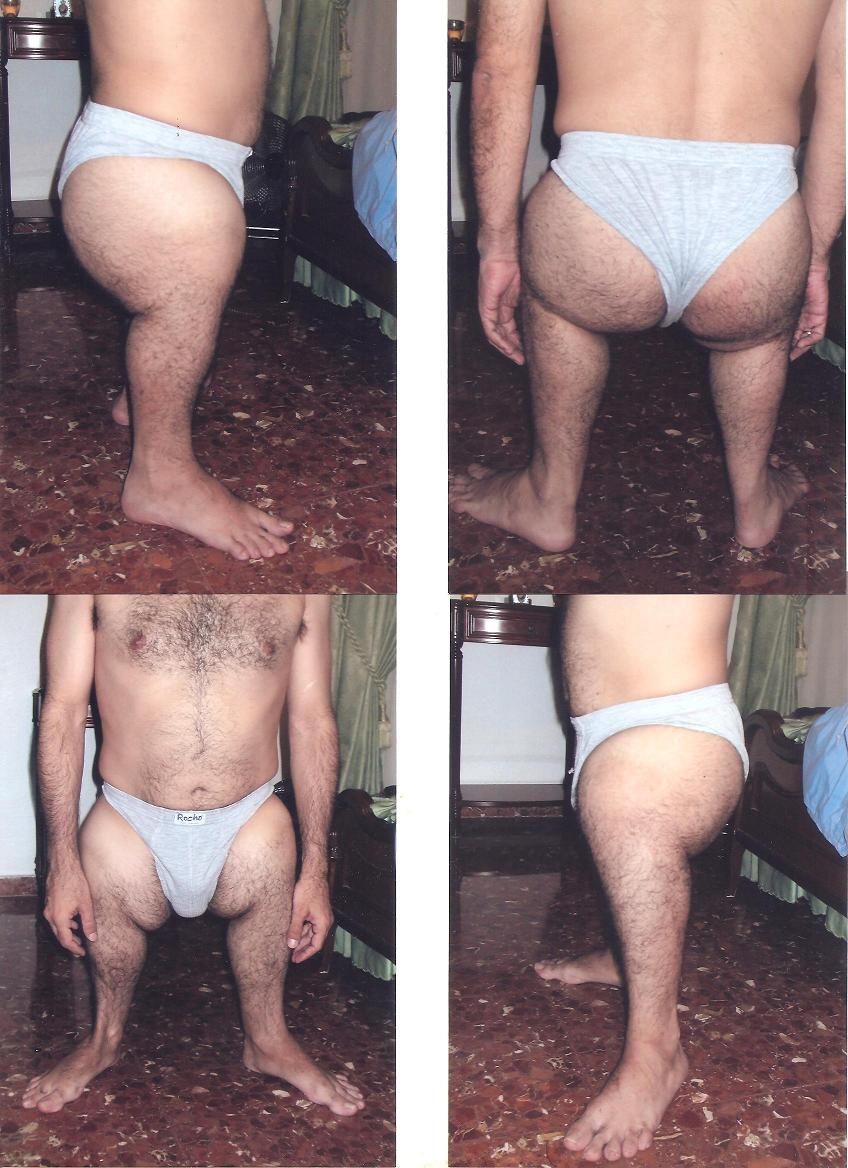

المخدرات أثناء الحمل قد يكون نتيجة لأغراض دوائية أو ترفيهية وقد يكون ذو تأثير مؤقت أو دائم يكون له تأثير على الجنين الحي. أي عقار يستخدم في أثناء الحمل و يكون مؤثر في مراحل نمو الجنين ومراحل النمو السابق للولادة مسببا تغير بديل دائم في الشكل أو الوظائف يسمي التشوّه الخَلْقي.